# Petr Lazar
Petr Lazar (ur. 2 lipca 1976 w Brnie) – czeski kolarz torowy i szosowy, brązowy medalista torowych mistrzostw świata.

## Kariera
Największy sukces w karierze Petr Lazar osiągnął w 2007 roku, kiedy na mistrzostwach świata w Plama de Mallorca wspólnie z Aloisem Kaňkovským wywalczył brązowy medal w madisonie. Czesi ulegli tam tylko drużynom ze Szwajcarii i Holandii. W 2004 roku Lazar brał udział w igrzyskach olimpijskich w Atenach zajmując trzynaste miejsce w madisonie. Jest ponadto wielokrotnym medalistą mistrzostw kraju, przy czym w 2005 i 2008 roku zwyciężał w drużynowym wyścigu na dochodzenie.